# Canthidium humerale
Canthidium humerale är en skalbaggsart som beskrevs av Ernst Friedrich Germar 1813. Canthidium humerale ingår i släktet Canthidium och familjen bladhorningar. Inga underarter finns listade.